# Apatura afflicta
Apatura afflicta är en fjärilsart som beskrevs av Cabeau 1910. Apatura afflicta ingår i släktet Apatura och familjen praktfjärilar. Inga underarter finns listade i Catalogue of Life.